# Agustinas de Nuestra Señora de París
La Congregación de Hermanas Agustinas de Nuestra Señora de París (oficialmente en francés: Congrégation de Sœurs Augustines de Notre-Dame de Paris) es una congregación religiosa católica femenina de derecho pontificio, que surgió en 1977 como resultado de la unión de las congregaciones francesas de las Agustinas Hospitalarias de París y de las Agustinas de la Preciosísima Sangre de Arras. A las religiosas de este instituto se les conoce como Agustinas de Nuestra Señora de París y posponen a sus nombres las siglas A.N.D.P

## Historia

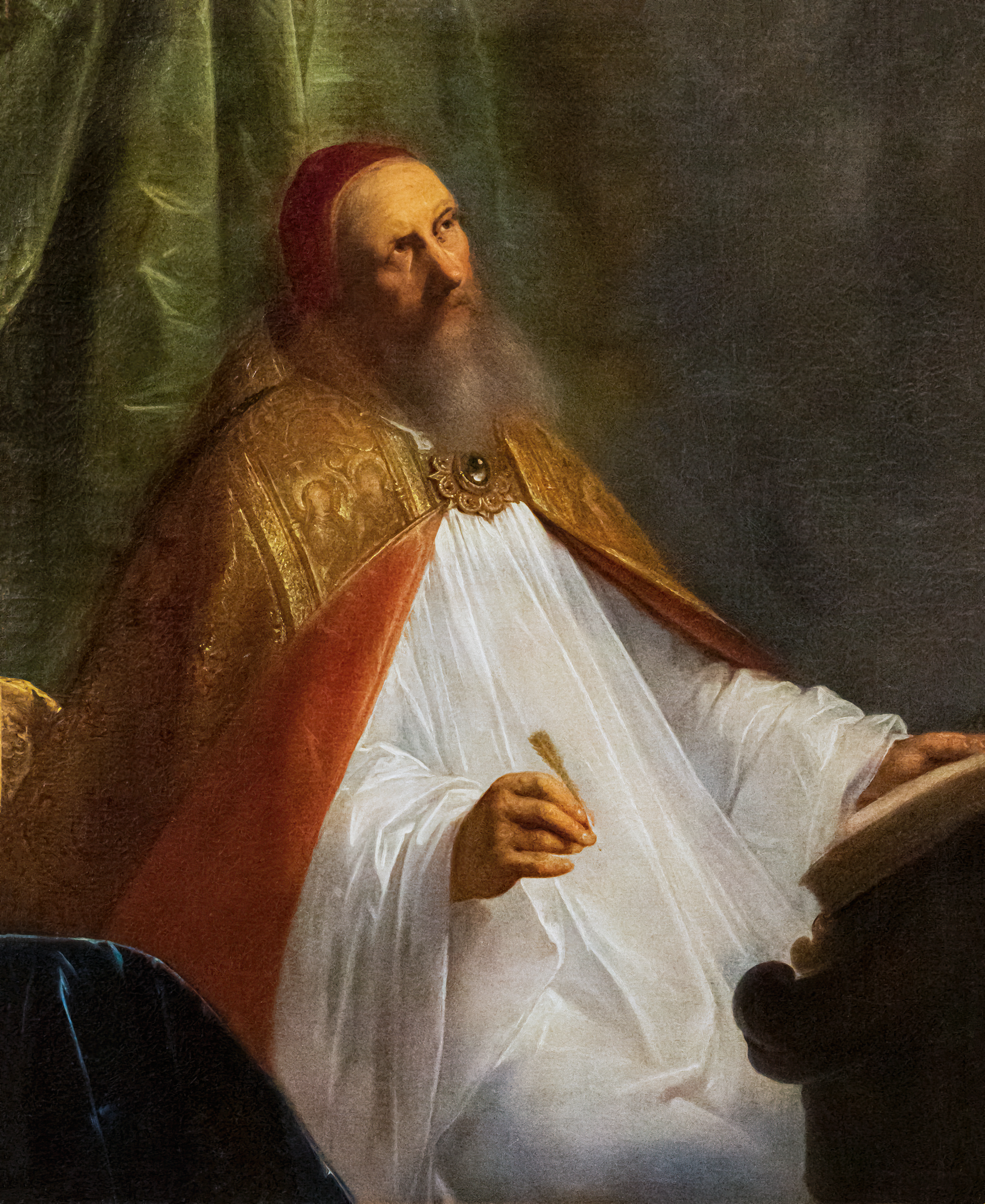
Agustín escribiendo la Regla de Pieter de Grebber. Las religiosas agustinas de Nuestra Señora de París, tienen como base de su estilo de vida la Regla de San Agustín.

La Congregación de Agustinas de Nuestra Señora de París nace oficialmente en 1977 con la fusión de dos antiguas congregaciones francesas, ambas de derecho pontificio. Por ello hablar de la historia del instituto es necesario remontarse a los orígenes de cada una. De las dos, la más antigua era la Congregación de Agustinas Hospitalarias de París, las cuales surgieron en 1271, cuando un grupo de mujeres, dedicadas a la atención del Hôtel-Deu de París (fundador en el 621), adoptaron la Regla de San Agustín como modelo de vida y se convirtieron en religiosas. El modelo principal era la estricta clausura, aunque si ejercían pastoral al interno del hospital. Fueron agregadas a la Orden de San Agustín y aprobadas como congregación de derecho pontificio en 1950.
La Congregación de Agustinas de la Preciosísima Sangre de Arras, por su parte, era a su vez el resultado de la unión de varias congregaciones de agustinas, bajo el impulso de Pierre-Louis Parisis, obispo de Arras. Dichas congregaciones eran las Agustinas de la Enseñanza de Arras (de 1221), las Hospitalarias de San Juan de Arras (de 1564), las Hospitalarias de San Luis de Boulogne-sur-Mer (de 1803), las Hospitalarias de Montreuil-sur-Mer (de 1228) y las Hospitalarias de San Juan de Laventie (de 1827).
La unión de las dos congregaciones se hizo efectiva en 1977 y obtuvieron la aprobación pontificia ese mismo año con el nombre de Hermanas Agustinas de Nuestra Señora de París. Luego de la unión, la nueva congregación ha absorbido otras congregaciones religiosas de habla francesa, como la de las Agustinas de Nuestra Señora, en 1980.

## Organización
La Congregación de Hermanas Agustinas de Nuestra Señora de París es un instituto religioso pontificio de gobierno centralizado. Este es ejercido por la superiora general y la sede central se encuentra en París.
Las agustinas de Nuestra Señora de París se dedican a la atención de los hospitales, sea en los propios centros de salud o en otras clínicas y hospitales, donde llevan a cabo su pastoral sanitaria. Poseen además centros formativos de enseñanza y desarrollan algunas actividades pastorales en las parroquias en donde se encuentran sus casas.
En 2015, el instituto contaba con unas 209 religiosas y 19 casas, presentes en Francia (con una importante presencia en la isla de la Reunión), Guinea y Madagascar.